# 恋川いろは
恋川 いろは（こいかわ いろは、11月21日 - ）は、日本の演歌歌手である。
キャッチフレーズは「踊るエンカーテイナー」。
所属音楽レーベルは日本クラウン、所属事務所は個人事務所オフィスICHIRAN。

## 略歴
神奈川県出身。2歳から日本舞踊を習い始め、3歳、岩井流で日本舞踊を習得。6歳、国立劇場で「橋弁慶」を披露。11歳、歌舞伎座で「お夏狂乱」を披露。
舞踊家として国内外の舞踊ショーに出演しながら、テレビ出演、通販モデルなども経験。
代表的な活動として、ホテルサンハトヤのディナーショー、各地健康センターでの舞踊ショー、クルーズ客船「飛鳥II」でのクルーズ・ディナーショー、NHK歌謡コンサート（花柳糸之社中）、創作舞踊「おしどり」（原作・小泉八雲）でラフマニノフを踊る。
レソト王国首相祝賀パーティー、日台交流祝賀会、ギリシャ・レフカダ島国際芸術祭、国際フェスティバル日本代表などにも出席した。
舞踊教室や振付け、舞台指導もこなす。
2019年8月までは鷹峯流師範 鷹峯春蝶（普段は「春蝶」）の芸名で「歌える舞踊家」として市内外で活動していた。
2019年9月、恋川いろはとしてテイチクエンタテインメントに所属。『恋紅葉』で演歌歌手としてデビュー。
同曲は2019年10月16日付の週間USEN HIT 演歌／歌謡曲ランキングで19位にランクインした。
2021年10月6日、日本クラウン移籍第１弾シングルとして、新曲『くれない夜舟』をリリース。
2024年10月、『さみだれ忍冬』が週間USEN HIT 演歌／歌謡曲ランキング(10/16集計)週間4位、10月の月間6位にランクイン。

## 音楽

### シングル（春蝶名義）
|   | 発売日       | タイトル               | 備考 |
| - | ------------ | ---------------------- | --- |
| 1 | 2012年12月   | きよかわ煤ヶ谷恋まつり | 作詞：小倉惠子／作曲：相原由人／編曲：中井賢二 清川村ご当地ソング                                                 |
| 2 | 2014年10月   | 恋慕酒（しのびざけ）   | 作詞：山上はるお／作曲：平井治男／編曲：中島昭二                                                                  |
| 2 |              | 流恋川（はぐれがわ）   | 作詞：山上はるお／作曲：平井治男／編曲：中島昭二                                                                  |
| 3 | 2017年1月6日 | 箱根 千年のおもてなし  | 作詞：川辺ハルト／作曲：清水信之 箱根応援歌                                                                       |
| 4 | 2017年7月1日 | 富士 晴れやかな 祝い唄 | 作詞：山上はるお／作曲：天野浩二／編曲：かみたかし                                                                |
| 4 |              | 夢の江の島…パラダイス! | 作詞：山上はるお／作曲：天野浩二／編曲：座光寺基光 東京2020オリンピック・パラリンピック江の島セーリング競技応援歌 |

### シングル
|   | 発売日        | タイトル                 | 規格品番   | 備考                                                  |
| - | ------------- | ------------------------ | ---------- | ----------------------------------------------------- |
| 1 | 2019年9月18日 | 恋紅葉                   | TECA-13963 | 作詞：麻こよみ／作曲：岡千秋／編曲：猪股義周          |
| 1 |               | 焼け棒杭（やけぼっくい） | TECA-13963 | 作詞：麻こよみ／作曲：岡千秋／編曲：猪股義周          |
| 2 | 2021年10月6日 | くれない夜舟             | CRCN-8434  | 作詞：朝比奈京仔／作曲：徳久広司／編曲：石倉重信      |
| 2 |               | 涙のボレロ               | CRCN-8434  | 作詞：朝比奈京仔／作曲：徳久広司／編曲：石倉重信      |
| 2 |               | 長崎慕情                 | CRCN-8434  | 作詞：朝比奈京仔／作曲：徳久広司／編曲：石倉重信      |
| 3 | 2023年5月10日 | あだなさけ夢のからくり   | CRCN-8565  | 作詞：朝比奈京仔／作曲：徳久広司／編曲：矢田部 正     |
| 3 |               | 昼顔ボレロ               | CRCN-8565  | 作詞：朝比奈京仔／作曲：徳久広司／編曲：矢田部 正     |
| 3 |               | 見返り本牧II             | CRCN-8565  | 作詞：朝比奈京仔／作曲：松本シュージ／編曲：矢田部 正 |
| 4 | 2024年10月2日 | さみだれ忍冬             | CRCN-8698  | 作詞：朝比奈京仔／作曲：田尾将実／編曲：周防泰臣      |
| 4 |               | 夢をみましょう           | CRCN-8698  | 作詞：朝比奈京仔／作曲：田尾将実／編曲：高橋登也      |
| 4 |               | ネオンテトラ             | CRCN-8698  | 作詞：横山 剣／作曲：横山 剣／編曲：周防泰臣          |

### 参加作品
| アーティスト | 発売日        | 収録                                                 | 楽曲                 | 参加内容   |
| ------------ | ------------- | ---------------------------------------------------- | -------------------- | ---------- |
| 千葉山貴公   | 2018年8月22日 | 追憶と再生と～孤高の唄人・ジュンイチローを歌い継ぐ～ | 「ふたりのヨコハマ」 | デュエット |

## 受賞歴

### 春蝶名義
2017年：歌唱曲『夢の江の島…パラダイス!』
- 第27回レコ祭全国大会【歌の部】・グランプリ[11]

2018年：歌唱曲『夢の江の島…パラダイス!』
- 第28回レコ祭全国大会・エクセレントグランプリ[11]

## 出演

### テレビ
- こちらワクワク情報局（2019年10月21日～27日、あゆチャンネル）

#### 歌番組
- 演歌百撰（2016年5月、2016年6月、BS11）
- 新・BS日本のうた（2023年12月24日、NHK・BS）

#### ドラマ
- 新陰流 上泉伊勢守信綱（2017年3月3日、BS朝日、スペシャル時代劇）- 乳母 役

### ラジオ
- 恋川いろはのときめき♩スマイル（2018年7月 - 現在、エフエムさがみ）- パーソナリティ

- 夏木ゆたかのホッと歌謡曲（2023年5月、ラジオ日本）

### CM
- モスバーガー (2021年11月、ウェブCM)